# Kossuth Ferenc

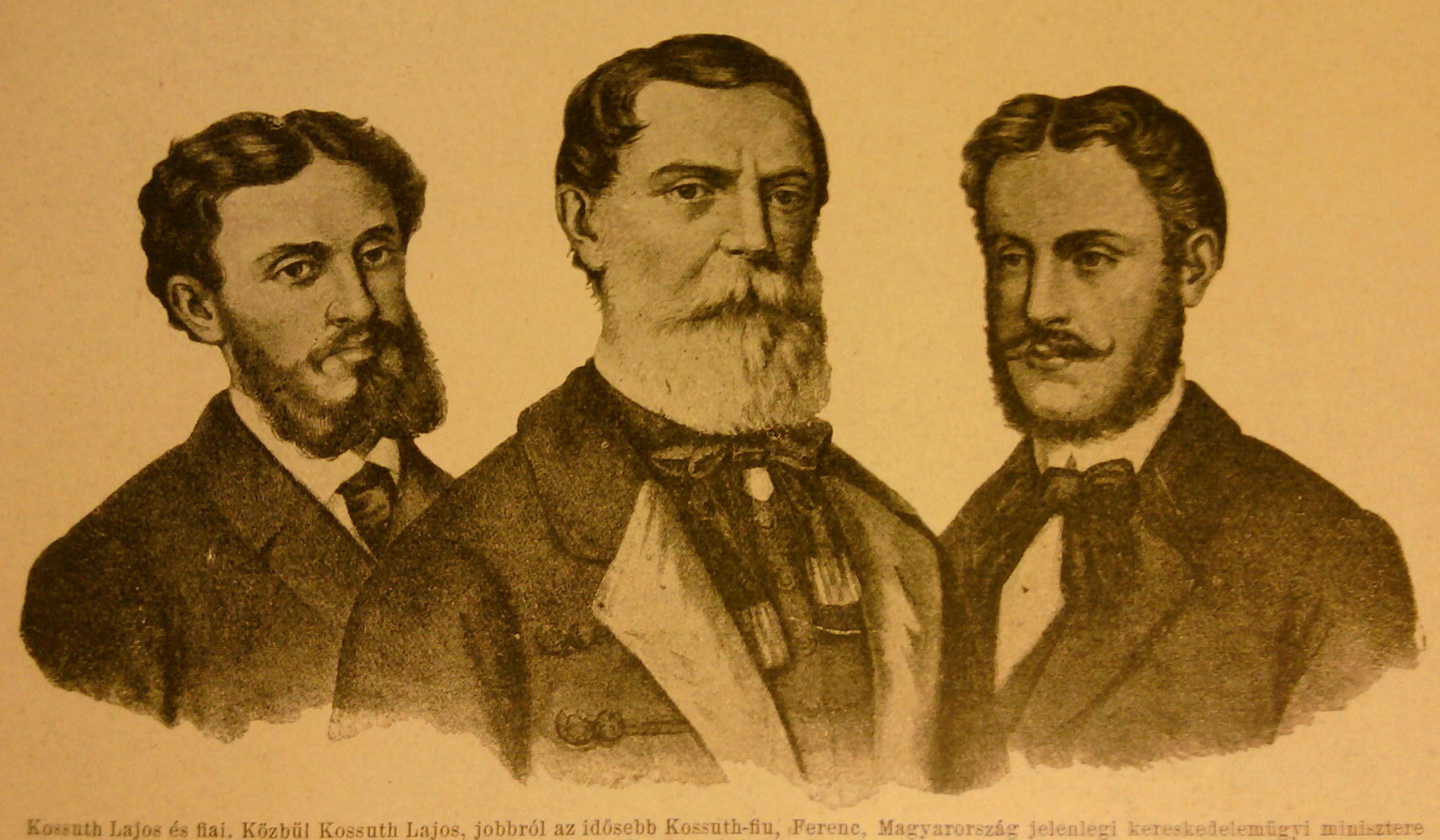
Kossuth Lajos és fiai, jobbra Ferenc

Udvardi és kossuti Kossuth Ferenc (teljes nevén Kossuth Ferenc Lajos Ákos, Pest, 1841. november 16. – Budapest, Lipótváros, 1914. május 25.) Kossuth Lajos idősebbik fia, hídépítő mérnök, politikus, országgyűlési képviselő.

## Életpályája

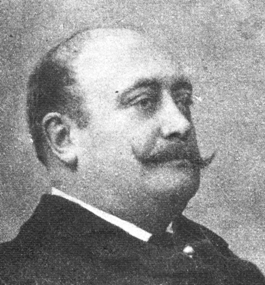
Kossuth Ferenc

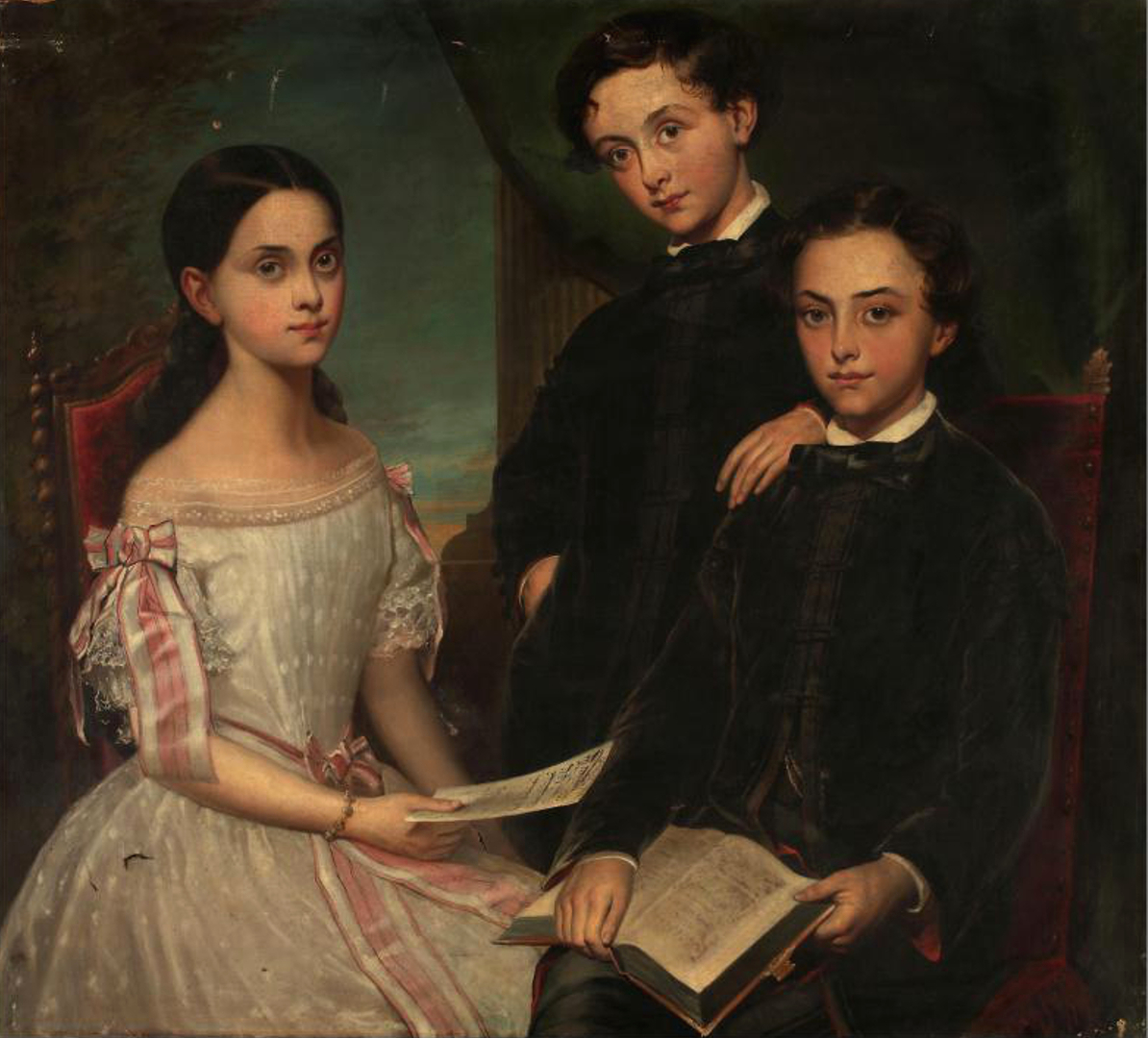
Kossuth gyermekei, 1850

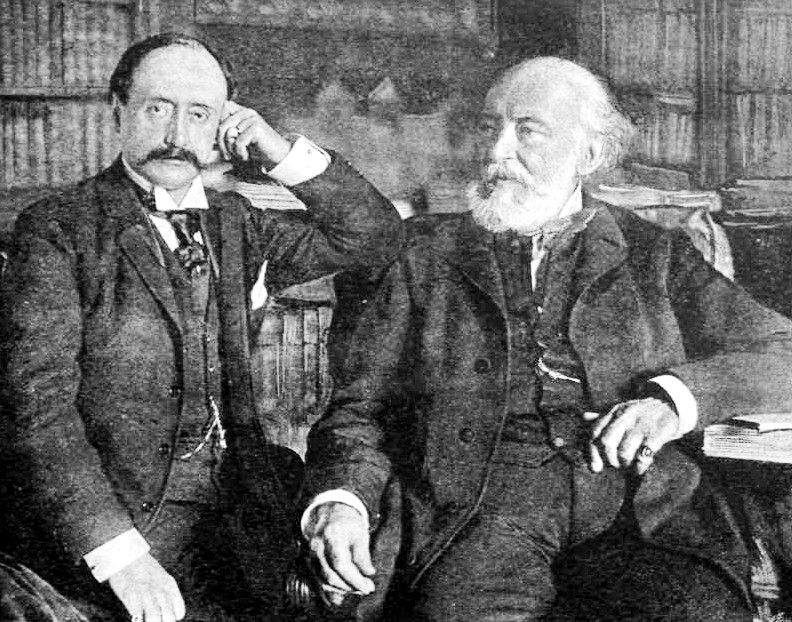
Apa és fia 1892-ben

### Fiatalkora
Az ősrégi nemesi származású udvardi és kossuti Kossuth család sarja. 1841-ben született udvardi és kossuti Kossuth Lajos és meszleni Meszlényi Terézia (1809–1865) úrnő gyermekeként. Apai nagyszülei, udvardi és kossuti Kossuth László (1765–1839), uradalmi ügyész és tyrlingi Weber Karolina (1770–1852) voltak. Anyai nagyszülei meszleni Meszlényi János (1772–1846), kisdémi földbirtokos, és kisfaludi Kisfaludy Erzsébet (1782–1839) voltak. 1850. június 18-án, nagynénje, Ruttkayné Kossuth Lujza (1810–1903) és nevelőjük, Karádi Ignác kíséretében apjához vitték Kütahyába és egy ideig itt tartózkodott. Keresztapja, kehidai Deák Ferenc (1803–1876), politikus, országgyűlési követ, miniszter, a „Haza Bölcse” volt.
Felsőbb tanulmányait testvérével, Kossuth Lajos Tódor Károllyal együtt a párizsi politechnikumban és a londoni egyetemen végezte és itt 1859-ben a politikai gazdaságtanból pályadíjat nyert. Mint mérnök-gyakornok Angliában, a Forest of Dean Central Railway építésén dolgozott. 1861-ben Olaszországba ment, mint mérnök a liguriai vasútépítésben vett részt. 1864-ben a Fréjus-alagút fúrásánál és a susai vasútnál lett mérnök, itt osztályfőnök, majd később a műszaki hivatal főnöke lett.

### Politikai pályafutása a kiegyezés után
1867-ig tevékeny részt vett az akkori emigrációs törekvésekben, egyike volt azoknak a keveseknek, akik az európai sajtóban számtalan cikkel fenntartották a magyar kérdések iránt való érdeklődést; a Nemzeti igazgatóságnál, amelynek titkára volt, különösen az olasz kormánnyal folytatott érintkezésben kiváló szerepet játszott. 1865-ben a szalántai választókerületben országgyűlési képviselővé választották, de két hónap elteltével politikai okból lemondott. A Fréjus-alagút bevégezte után mint vasúti kormánybiztos Genovában lakott és az Alta-Itáliai hálózat jelentékeny része felügyelete alatt állott. Erről az állásáról 1873-ban lemondott, és mint a cesenai bánya-társaság vezérigazgatója Cesenába ment. Itt vezette oltárhoz 1876-ban nejét, Hoggins Emiliát, az angol költők által megénekelt Sarah Exeteri őrgrófné dédunokáját. Neje azonban Firenzében 1887. október 30-án meghalt. Cesenából 1877-ben Nápolyba ment, mint a híres Impresa Industriale Italiának vezérigazgatója. E minőségben óriási vas- és acélhidakat stb. épített. Utolsó nagy mérnöki munkája a nílusi acélhidak voltak, amelyeknek építését, egész Európa mérnökeivel versenyezve, ő nyerte el. A bányászat terén kifejtett munkásságáért négy ízben tüntette ki az olasz kormány keresztekkel, lovagi címmel és 1885-ben commendatori címmel. 1894-ben hazakísérte atyja tetemét és elhatározta, hogy hazajön és ez év őszén csakugyan hazajött. November 16-án letette az állampolgári esküt. 1895. április 10-én a tapolcai kerület képviselővé választotta. 1896-tól ceglédi kerület országgyűlési képviselőjévé választották. Hazajövetelét követően a politikai, hírlap-irodalmi és közgazdászati téren jelentékeny munkásságot fejtett ki a Független Magyarország című napilapban. A Függetlenségi és Negyvennyolcas Párt elnöke lett, de azon belül a megalkuvó politikai irányzatot támogatta. 1905-ben a szövetkezett ellenzék vezérlőbizottsága elnökévé választották. A Wekerle-kormányban 1906. április 8-tól 1910. január 17-ig kereskedelmi miniszter volt. 1907-ben megújította a vám- és kereskedelmi szerződést Ausztriával. Amikor 1909-ben a Függetlenségi Párt két táborra szakadt, kisebbségben maradt Justh Gyulával szemben. A Wekerle-kormány lemondása után Apponyi Alberttel együtt a Függetlenségi 48-as és Kossuth Párt vezetője lett. A két Függetlenségi Párt egyesülésekor az egyre többet betegeskedő Kossuth Ferenc már csak az egyik elnöki tisztet vállalta. Kiadta Kossuth Lajos iratainak egy részét.

## Házasságai
Első felesége a legendás szépségű angol Emily Hoggins volt, aki 1887-ben Firenzében hunyt el. Neje halála után, 1914. január 12-én feleségül vette kvassói és brogyáni Kvassay Máriát (1855–1920), kvassói és brogyáni Kvassay Antal (1801–1873) és frankeni Schmidt Hermin (1826–1904) leányát, gróf Benyovszky Sándor özvegyét. Felesége révén Kvassay Jenő vízmérnök sógora volt. Kossuth Ferenc és Kvassay Mária frigyéből nem született gyermek.

## Főbb művei
- Indítvány a szabadságharc jubileumának megünneplésére (Bp., 1897);
- Kossuth Ferenc harminc parlamenti beszéde (Kiadta Hentaller Lajos, életrajzi adatokkal, Bp., 1906);
- Kossuth Ferenc a kiegyezésről
- Apjáról készített márvány mellszobrát, a róla és feleségéről festett képeit a Magyar Történelmi Képcsarnok gyűjteménye, illetve egy 1870-es festményét az érsekújvári Ernest Zmeták Művészeti Galéria őrzi.[2] Művészi hagyatékából 1914-ben rendeztek kiállítást.

## Emlékezete
- Az ő nevét viseli a Kossuth Ferenc-telep, Budapest XVIII. kerületének egyik városrésze, mivel a területet az ő minisztersége alatt parcellázták.
- Cegléd országgyűlési képviselője volt a századfordulón, ott utcát neveztek el róla.
- 2002-ben a tapolcai vasútállomás falán emléktáblát helyeztek el tiszteletére.